# Мелинда Гордон
Мелинда Гордон Ирене је наслов карактера америчке телевизијске фантазије Шапат духова серије коју је створио Џон Греј. Гордонову глуми америчка глумица Џенифер Лав Хјуит.

## Карактерска позадина
Мелинда Гордон (Џенифер Лав Хјуит) има могућност да види и комуницира са духовима. Она се преселила у Грандвју после се удала Џима Клансија, болничара који зна њене способности. Џим и Мелинда имају сина Аиден [први наступ у сезони 5]. Мелинда је увек била у стању да разговара са мртвима, или "везана за земљу духова" као бака (са којим је делила ову способност) зове их.
Осим мужа, Џима Клансија, Мелинда дели своју тајну са професором чудним Риком Пејном, стручњак за историју и окултних веровања која успевају помажући јој да стекне увид у више загонетне паранормалне појаве на које она наиђе. Други појединци који су свесни свог дара укључују Андреа Марино (њен пословни партнер, убијен у финалу прве сезоне), Делиа Банкс (Мелинда тренутни пословни партнер) и њен син, Нед Банкс, најновији додатак глумцима, Ели Јакова и њен син Ејдан Лукас као и сви рођаци или пријатељи о духовима је она помогла.

## Способности
Мелинда је најмање шесте генерације медијум (као њена пра-пра-пра-прабаба, Теса, и њена бака је шаптачица духова. У почетку шоу да сугерише могућност прескочити њену мајку, а можда прескочили друге). Она је у стању да комуницира са духовима оних који су мртви. Она може да види и разговара са духовима везане за земљу да допру до ње по помоћ. Она затим им помаже да пређу, било да се говори вољенима или раде ствари за оне које су умрли пре него што су могли да их ураде / заврше, дајући им мир на небу.
Као резултат њене способности, Мелинда често добија визије ствари које се тичу духа она покушава да помогне. На пример, у првом финалу сезоне, Мелинда стално прима поруке од духова у авиону који се још није срушио. У другој епизоди, њене моћи је транспортована из Грандбију у прашуми. У другом финалу сезоне, она види људе како зуре у њу, гледа кроз прозор и види да је њена кућа под великим телом воде и да брод тоне, транспортује до тунела, и види велики мост на небу са возилима пада свуда око ње.
На крају Сезона 4, Књига промена и посматрачи, како је показала да може да Мелиндин син учини много више. У Сезона 5, Мелинда мора да се бави и родитељством и духовима који прелазе у светлост. Такође је откривено у премијери сезоне која Мелинда је повезана са њеним сином, Ејдан Лукас, који је открио посматраче емпатије. Уз то, Мелинда је у стању да прима визије од њега.

## Наступи

### Сезона 1
Мелинда и Џим преселили су се у малом граду Грандвију где Мелинда отвара малу антикварницу, под називом "исто као што никад није било Антиквитети“. Она је упознала и спријатељила се са Андреа Марино, који су дошли да поделе обавезе управљања на продавницу са Мелиндом. На крају, Мелинда стекла довољно поверења у Андреу да јој каже о њеним способностима.
У каснијем делу сезоне, Мелинда почела наилазећи на злонамерног духа (Романо) који је носио црни шешир док је покушавао да "пређе" везан за земљу духова. У финалу сезоне, авион се сруши у Грандвију. Романо користио масовни број смрти у своју корист, "држање" душе које Мелинда није могла да пређе преко-од којих је Андреа која је умрла кад се авион срушио.

### Сезона 2
После губитка свог пријатеља и пословног партнера у авионској несрећи, Мелинда успева против тамног духа у помагању Андрее и многих других духова из авиона да пређу.
Мелинда завршава сусрет неколико људи је већ две сезоне:. Окултни професор, Рик Пејн, који често помаже Мелинди са проблематичним духом без реализације, док му она говори о свом дару [2] Она такође испуњава удовице Делиа Банкс и њеног сина Неда. Након неколико епизода, Мелинда позива Делиу да заузме место Андрее као свог пословног партнера, и поверава Неда о свом дару. Док је покушавао да мужа Цроссовер Делиа, у Првом Духа у епизоди Делиа-а, Мелинда открива Делиа њен поклон. Делиа, скептик у било изнад норме, полако почиње да верује Мелинду.
Током сезоне, дешава се показује да је "вео" између живих и мртвих се проређује. Са увођењем другог Гхост Вхисперер, Габријел Лоренс, што је научио кроз везан за земљу духу супруге Паине је да мрачне силе "покушавају да мртви јачи него живи." У финалу сезоне, тамне духови покушавају да убију четири специјалне децу (свако дете били једини преживели страшне катастрофе или несреће). Мелинда покушава да их спасе и успева, али губи свој живот у том процесу, што је кулминирало у испуњењу пророчанства која би довела до "смрти вољене особе" - Мелинда. Тек тада је схватио да је Мелинда јој је да тамна страна хтела да убије, а не деца. У лимбу између живота и смрти, Мелинда види сенку оца који каже да има брата. У међувремену, четири посебна деца помогне оживљавање јој (као што је наведено под "способности"). Она је запањен када се врати у свести, наводећи "Мислим да имам брата“. Она погледа около и, из даљине, Габријел је гледајући у њу врло љутито.

### Сезона 3
Мелинда тражи стално за њеног оца, чврсто верујући да су му умрли, а за њеног брата, кога до сада Мелинда сумња је Гаврило. Она говори са мајком која не даје јој много информација осим да она никада није имала друго дете поред Мелинда и Мелинда и Џим да морају да напусте Грандвиев због свих злих духова. Ако није нешто јако лоше може да се деси. Мелинда такође сазнаје да је Бет је некада живео у Грандвиев. У петој епизоди "Тежина Шта је" Гаврило стиже у њеној кући говорећи да је њен полубрат и да је и он је у потрази за својим оцем. Он је боравио у хотелу под именом Габријел Гордон. Он предаје Мелинда пакет који је води до подземне цркве који је сахрањен, као и да јој претка, Теса, који је такође Гхост Вхисперер.
Том Гордон појављује пред Мелинда и открива да јој нешто о њеној прошлости. Мелинда и Џим касније расправљају о рађању деце и Мелинда слаже има један. Са неком тренутку у шоу Мелинда је прогоњен од стране духа, који је познат као (Маскирани човек) у почетку. Пред крај сезоне, Том Гордон појављује у Грандвиев, жив и здрав.
Када се ствари почињу да се више опасно и сумњиво, Мелинда пита своју мајку да буде апсолутно искрен са њом и реци јој све. Њена мајка открива чињеницу да је њен отац рођења је заиста човек по имену Пол Истман, која је врло слична "Маскирани човек" који је прогања Мелинду. Том касније појави и траје Мелинду на стари дом где Мелинда некада живео као дете и покушава да врати своју освежим памћење, да виде шта се сећа од ноћи Павле Истман дошао до њене куће. Тек тада се Мелинда схвата да Павле Истман убијен Том. Када Том схвата да се сећа да је Мелинда, он покушава да је гуши до смрти, али Павле стиже тачно на време и преузима контролу над телом Томове, изазивајући Тома да обори преко степеница и падају на под, испод, изазивајући тренутну смрт. Том дух касније се појављује и нестаје пред Мелинда.
Мелинда, Бет и Павле све помире и Павле иде у светлост. Након свих ових година мислећи да је човек који је мислила да је њен отац (Том) ју је напустио, Мелинда је сада драго да зна да је њен прави отац (Павле) никада не би напустио, а да није био мртав, он би био је поред ње.
На самом крају сезоне, сто је изгледа срећан тренутак када се покварила Пејн чини шокантан посматрање. Он се претвара у Мелинда и указује на чињеницу да постоји шест људи постројени (Делиа, Бет Гордон, Неде, Џим, Мелинда, а Пејн сам), ипак има само пет видљиве сенке.

### Сезона 4
У овој сезони, Мелинда и Џим говорити о рађању деце. На почетку сезоне, Мелинда среће човека по имену Ели који је имао духа Есму га - један од његових пацијената. Ели доживео искуство блиско смрти, а када је оживео је открио да може да чује мртав. Ели је веома збуњен и одбија да слуша Мелинда, али на крају се развије добар партнерски однос.
Професор Пејн је отишао на пут за дуго времена. У "Биг језа", Мелинда помаже духа који има да истина изађе око случајне смрти на броду. У следећој епизоди, Мелинда пронађе човека који је мртав и заробљени у онлајн Чет. Она ускоро схвата да је човек заправо тинејџер отац, који покушава да заштити своју ћерку од онлајн предатора. Мелинда и Џим је отишао на пут да пронађе други духа (или многи на броду), али главни разлог је да разговара са сином власника чамца, који планира да сруши брод и поново га. Многи духови су били забринути да ће њихов дом бити уништен, тако да су били мучи Мелинду да им помогне. Али једна девојка потребна помоћ да разговара са власником брода о случајне смрти, када га је чекала у истој соби га је упознала пре много година.
Затим Мелинда упознаје тинејџера дух који умире на тениском терену од крвног угрушка у њеном плућа и Мелинда гледа мртве тинејџерка прати породичну кућу свог пријатеља (обе породице су некада били пријатељи, али један одселио и престао да говори, а породице више нису пријатељи). Две породице убрзо сазнали да је болница направио грешку и прешли су девојке на рођењу. На крају Мелинда и Џим мислим да је трудна, али су разочарани када су се они откривају да је Мелинда имала спонтани побачај.
У овој епизоди Мелинда и Џим оде у шуму и они остану у кабини за венчање Џим пријатеља. Дух жели млада да игра игру која ће јој омогућити да зна истину о свом веренику. Она открива да је дух (Овен) се користи да знају младу када су били млади. Када сазна истину, она је отказао венчање. Касније Џим враћа се очисти и проналази младожењу и даље у кабини, са пиштољем. Мелинда сазнаје и позива детектива. Када Мелинда и детектив тамо виде две сенке кроз врата и прозоре виде једног човека са пиштољем и један мушкарац без. Тада детектив извлачи пиштољ и пуца. Џим падне испред прозора, након што је тај који је пуцао. Он је пожурио у болницу и Мелинда је седео у својој соби, чекајући га да се пробуди из своје операције. Када је она то ради, види Џим клечи испред ње. Драго ми је што видим да се пробуди, она му каже да га воли. Џим наставља да јој кажем да је имао емболију. Он каже да не бринем о томе и да му се сетим како је она сада види. Мелинда онда схвата да она види Џимов духа као медицинске сестре журе да покуша да га спаси. Мелинда почиње да плаче и моли то Јим да то није он. Џим реци јој да је воли и нестаје. Ова епизода је једна од којих је слоган: епизода које ће све променити.
У следећој епизоди Џим стално понавља кроз који он не прећи преко, без обзира колико Мелинда покушава. Постоји тинејџерски дух који стално понавља да је жао и да је све њена кривица што Џим је мртав. Испоставило се да је тинејџер је анорексична, а да је њено срце престане. Њен очух је био веома депресиван, и он се вратио на посао пре него што је он био спреман да. Касније је сазнао да је девојка очух је детектив који је пуцао Јим. Мелинда каже да то Јим "Ви треба да урадите праву ствар." Он одговара: "Знам." и поседује тело мртвог човека, Сам, да поново живи у епизоди 4.07 "праг“. Мелинда срећно каже то Јим "Вратила си се", у којој Џим / Сам одговора "Да ли те знам?"
Мелинда почиње датинг Јим / Сам када Семова бивша девојка Ники оставља Грандвиев. Мелинда је открио свој дар то Јим / СЦГ и његов одговор је био неочекиван. Мелинда је Џим / Сам он стварно јесте и Џим Џим / Сам Мелинда каже да он мисли да јој треба помоћ. Мелинда коначно одустаје и болно му каже да оде, мислећи да без обзира колико она покушава, Џим никада неће вратити.
Али касније, Мелинда бива заробљена у подземној комори која је брзо пуњење са водом и Џим / Сем долази да је спасе. Када је пливао према њој, он је изненада добија бљескове свом животу као Џим, успомене из свог живота и времена са Мелиндом. Мелинда штеди Јим / Сам од дављења и изненађен кад је пита зашто се зове Сем њега и да је она само треба да га зову Џим. Мелинда схвата да је Џим је дефинитивно вратио и мири с њим. Убрзо након тога, она је схватила да је осам недеља трудна са бебом Џим.
Мелинда је почео да имају ноћне море и визије да њена беба је у опасности. Она је била сигурна на ствари које јој је речено беба девојчица после Мелинда ради у безличне дете опет, ко ставља руку на стомак и Мелинда каже, "Не можете је сачувати Не могу.". и Карл Мелинду говоре да јој је будућност у рукама Мелинда.
Џим открива Мелинда да је видео њен картон случајно и знао да је дечак. Знао је да су се сложили да се не сазна, али он јој је рекао да олакша њен ум, тако да ћу видети њене визије и снови били у праву, а она у ствари била око Зое, која је била Ели бивше девојке и убио случајно, када је пала кораке, трже од лопова (који је у ствари под контролом посматрач Царл) у њеној кући. Они су покушавали да сакрију древни Томе написан на више језика под називом Књига промјена, у Зое кући (Зое је несвесно предодређен домар). Ели је тада постао чувар књиге, а био упозорен од стране једног од чувара (Карл) да су људи после књизи, он мора да га чува, а такође је упозорио да не треба да га показати Мелинда.
Мелинда, међутим, није могао да нешто није у реду идеја ван себе и убедио да се покаже Ели јој књигу. Књига је њихова имена у њему, затим непарним датумима. Датуми су поштовани, Мелинда схватили да су датуми смрти. Андреа је тамо, као што је Џим, Сем, Зое и чак Ели из свог искуства у близини смрти. Такође је наведен као 25. септембар значење Мелинда ће родити сина тог дана. Касније Мелинда суочава Карла у тунелима и жели да зна да ли је њен син у опасности. Карл каже Мелинда да се бело светло духови бди над њом, али стање се мења и њен син је кључ. Карл јој саветује да научи сина о другој страни, не штите га од тога, јер је њен син ће бити у стању да уради много, много више него што може. Џим и Мелинда уда поново на истом месту су се састали - пред сведоцима, Ели Џејмс (кум) и Делиа банке (главна пратиља младе), а потпун окупљање духова.

### Сезона 5
Мелинда да јој је због датума је тачан датум у књизи, која произилази из сумњу Џима, Делиа, НЕД, и Ели. Мелинда коначно потребан хитан царски рез. Када беба изненада прелази у фетални дистрес у операционој сали, у сезони је први духови изгледа да Мелиндом. Прво посматрач, који је упозорио Мелинду моћи њеног детета и опасности да може доћи у, зауставља време да јој кажем да ће судбина и бесплатно ће заједно радити да одлучи да ли или не беба ће живети. Други Дух долази у облику младе жене у белој хаљини, она брзо нестаје и време рестартује. Док беба не дише у почетку, он је изненада враћа у пуном здрављу. Касније у опоравку, Мелинда каже Јим да ће име за бебу Аиден Лукаса, у част оца Џим, и Сем. За прославе предстојеће Ејдан је пети рођендан. Џим је сада становник у Роцкланд Мемориал Хоспитал наставу. Нед је такође на колеџу, узимајући часове са Ели, док је Делиа је постао велики Некретнине продавац.
Увек је било проблема сваке године на рођендан Ејдан, он ће постати необично болестан, на пример. Сваке године жена ће посетити Мелинду, и реци јој да је Ејдан је, у ствари, њен син. Жена, Амбер, умро у рођењу детета ноћ Мелинда родила Ејдан. Амбер је био убеђен њеног сина дух скочио у Ејдан, као што је престао да дише убрзо након што је рођен. Касније у епизоди, она је открила да је син заправо доноси рођења оца и његова нова жена. Мелинда помаже Амбер у светлост, и сазнаје од чувара да је Ејдан Емпатх, осећа и преузима емоција оних који су око њега. То се открива као разлог зашто сваке године се разболи. Мелинда такође сазнаје да је она дели психичку везу са Ејдан, који им омогућава да комуницирају једни са другима, иако не у потпуности разуме. Мелинда одлучи да не кажем Аиден, јер она жели да он има нормалан живот.
Мелинда убрзо сазнаје да је њен син има способности да она не зна о томе. Не само да је емпата, али он такође може да види ствари које су ван Мелинда способности. Он позива на "ове схиниес и сенке", који су делови људи који су оставили за собом када пређу или сломљен народ како он каже. Он помаже девојчицу која верује да је убио пријатеља и сазна да није.